# アディ・サイード
アディ・ビン・ハジ・モハマド・サイード（マレー語: Adi bin Haji Mohammad Said、1990年1月15日 - ）は、ブルネイDPMM FCに所属するサッカー選手。ブルネイ代表。ポジションはFW。
同国の最多得点記録保持者。

## 経歴
ブルネイDPMM FCに2012年に加入するまではマイラFCに所属していた。

## 代表歴
U-21代表としては、2012年にハサナル・ボルキア・トロフィーの制覇に貢献した。同杯で同国が戦った5試合全てで得点を挙げてインドネシアのアンディ・ヴェルマンシャーと並んで得点ランキング2位となった。2014年もオーバーエイジ枠で出場すると、チーム自体はグループリーグ敗退となったものの、6得点を挙げて得点王となった。
U-23代表としては、2011年に東南アジア競技大会に出場、5試合3得点の活躍をした。また、2013年の同大会では主将を務めた。
A代表としては2012 AFFスズキカップ予選で初出場を果たし、東ティモール代表から初得点を挙げた。2014 AFFスズキカップ予選でも二得点を挙げた。また、2018 FIFAワールドカップ・アジア1次予選では同国史上初のワールドカップでの勝利を台湾代表から挙げ、この時のウイニングゴールを得点した。

## 個人
彼には3人の兄弟がおり、チームメイトであり代表でのチームメイトでもあるモハマド・シャーラーゼン・サイードとアムルル・アリフィン・シャー・サイード、そしてかつてDPMM FCでチームメイトであったアフマド・ハフィズ・サイードである。

## 個人成績
代表でのゴール一覧
| #  | 日附           | 場所                                                 | 対戦相手             | 得点 | 結果 | 大会                                   |
| -- | -------------- | ---------------------------------------------------- | -------------------- | ---- | ---- | -------------------------------------- |
| 1. | 2012年10月13日 | ヤンゴン・トゥウンナ・スタジアム                     | 東ティモール         | 1–0  | 2–1  | 2012 AFFスズキカップ予選               |
| 2. | 2014年10月12日 | ヴィエンチャン・ニュー・ラオス・ナショナルスタジアム | 東ティモール         | 1–1  | 2-4  | 2014 AFFスズキカップ予選               |
| 3. | 2014年10月16日 | ヴィエンチャン・ニュー・ラオス・ナショナルスタジアム | ミャンマー           | 1-2  | 1-3  | 2014 AFFスズキカップ予選               |
| 4. | 2015年3月12日  | 高雄市・高雄国家体育場                               | チャイニーズタイペイ | 1–0  | 1–0  | 2018 FIFAワールドカップ・アジア1次予選 |

## タイトル

### クラブ
ブルネイDPMM FC
- シンガポール・リーグ・カップ (2): 2012, 2014
- Sリーグ

準優勝(2): 2012, 2014

### 代表
ブルネイU-21
- ハサナル・ボルキア・トロフィー: 2012

### 個人
- ハサナル・ボルキア・トロフィー2014得点王: 6得点